# Anne Warren Weston
Anne Warren Weston (13 luglio 1812 – 1890) è stata un'attivista statunitense abolizionista. È nota in particolare per le lettere che scrisse alla Boston Female Anti-Slavery Society e ad altri..

## Biografia

### Primi anni
Anne Warren Weston nacque nel 1812.

### Descrizione
La Weston scrisse lettere alla Boston Female Anti-Slavery Society, descrivendo le aspettative e le persecuzioni contro l'abolizionismo. Ha distribuito una circolare agli abolizionisti del Massachusetts.

### La morte
La Weston morì nel 1890.

## Visione filosofica e politica
Nella sua Circolare agli abolizionisti del Massachusetts, la Weston stabilisce una serie di linee guida per la Società antischiavista per portare avanti i propri obiettivi, tra cui la necessità di far firmare a uomini e donne documenti separati e l'invio di tutti i memoriali firmati alla legislatura. L'autrice cita il Preambolo alla Costituzione degli Stati Uniti d'America come prova che la legislazione del Massachusetts è ipocrita nel suo rifiuto di garantire la vita, la libertà e la ricerca della felicità a una parte della popolazione.

## Scritti
- Anne Warren Weston. Women in Peace.
- Weston, Anne Warren. Letter from Anne Warren Weston to Boston Female Anti-Slavery Society.
- Weston, Anne Warren. Circular to Abolitionists of Massachusetts.